# Histoire des Dodgers de Brooklyn
Pour les articles homonymes, voir Dodgers de Brooklyn.
Les Dodgers de Brooklyn (en anglais : Brooklyn Dodgers) sont une franchise de baseball de la Ligue majeure de baseball créée en 1883 à Brooklyn. Elle déménage en Californie durant l'hiver 1957-58. 

## Les débuts (1883-1888)
Fondée en 1883 en tant qu'équipe d'une ligue mineure sous le nom de Brooklyn baseball club, la franchise fut admise dans la Ligue américaine (première version) en 1884 et en 1890 dans la Ligue nationale, ligue dont elle fait toujours partie. Le club absorbe plusieurs clubs locaux entre 1888 et 1891 pour assurer sa position dominante à Brooklyn. La franchise est surnommée par la presse les Bridegrooms de Brooklyn depuis 1888.

## Les premiers titres (1889-1897)
La franchise est rebaptisée « Superbas de Brooklyn » (Brooklyn Superbas) en 1899 en référence au nom de son manager, Hanlon Superbras. Le surnom non officiel de Trolley Dodgers apparait lui aussi durant les années 1890 (1895). Il rend hommage aux piétons qui louvoient entre les tramways pour accéder au stade. 
En 1889, Brooklyn devient champion de la Ligue américaine avant d'opter pour la Ligue nationale en 1890. Lors de leur première saison dans cette ligue, Brooklyn enlève le titre devient ainsi l'une des très rares formations à avoir remporté deux titres deux années de suite dans deux ligues différentes. Brooklyn quitte alors Washington Park pour jouer au Eastern Park, enceinte de 12 000 places, où 17 892 spectateurs payants assistèrent à l'ouverture de la saison 1891. Après ce départ en fanfare, les résultats sont moins brillants.

## La présidence Ebbets (1898-1925)

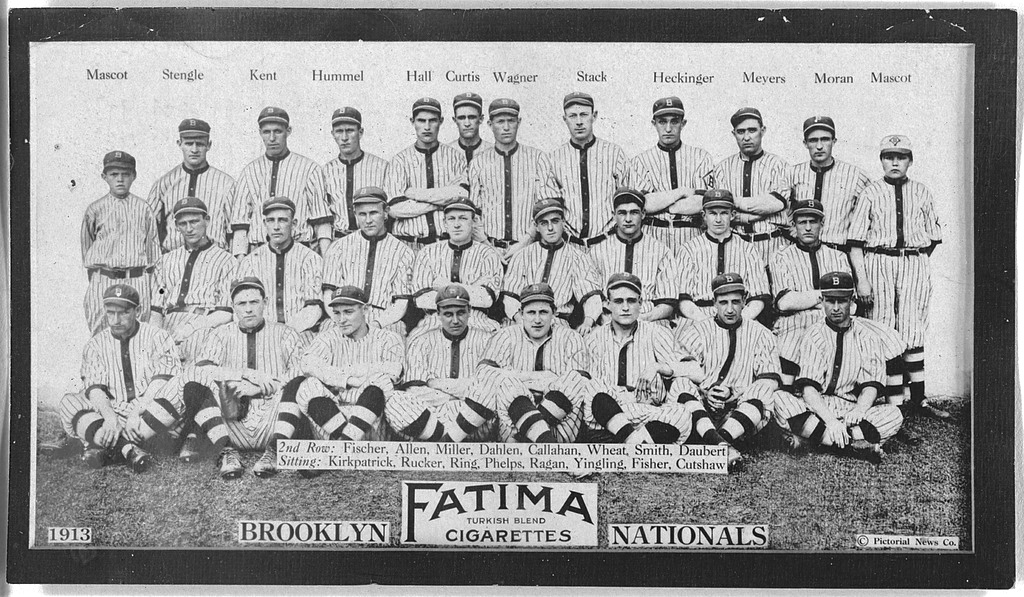
Équipe des Dodgers de Brooklyn en 1913.

Le 1er janvier 1898, la ville de Brooklyn perd son autonomie et est rattachée à New York. Cette année particulièrement importante pour l'histoire de Brooklyn est également marquée par de profonds changements chez les Dodgers. Charles Ebbets en devient le président et la franchise retrouve son terrain de Washington Park avec un stade rénovée. Dès l'inauguration du stade le 30 avril 1898, l'actualité internationale pèse sur les esprits. La Guerre hispano-américaine qui débuta cinq jours plus tôt provoqua des manifestations patriotiques avec chants et drapeaux à Washington Park. Le baseball n'était plus la priorité, et l'affluence chuta dramatiquement tout au long de la saison. Seulement 122 514 spectateurs furent comptabilisés à Washington Park pour l'ensemble de la saison 1898.
Charles Ebbets qui géra l'équipe en 1898 recrute Ned Hanlon pour effectuer cette tache à partir de 1899. Ce transfert du manager vedette des Baltimore Orioles s'accompagne de l'arrivée de plusieurs joueurs de la franchise de Baltimore. Vainqueur du titre en 1894, 1895 et 1896, la franchise perdait désormais de l'argent et son président, Harry Vanderhorst, cherchait à rétablir l'équilibre. Hanlon devint dans le même temps président des Baltimore Orioles, et occupa dès lors les deux postes : manager des Dodgers de Brooklyn et président des Orioles de Baltimore. Il avait même reçu des actions des Dodgers, devenant ainsi l'un des actionnaires minoritaires principaux de la franchise de Brooklyn. Malgré le caractère complexe de ce montage, Brooklyn décroche deux nouveaux titres de la Ligue nationale en 1899 et 1900.
Dès 1902, Hanlon Superbras travaille sur un transfert de la franchise à Baltimore. Charles Ebbets parvient à bloquer ce déménagement, et finance notamment l'érection d'un nouveau stade, Ebbets Field, qui est inauguré en 1913. Ce stade sera l'antre des Dodgers jusqu'en 1957. Le président Ebbets y assiste à deux gains de championnats de la Ligue nationale en 1916 et 1920.
La franchise adopte officiellement le nom des Dodgers de Brooklyn (1910) avant de prendre celui des Robins de Brooklyn entre 1914 et 1931. Durant cette période, toutefois, le surnom de Trolley Dodgers resta courant. Il faut attendre 1932 pour voir la franchise retrouver son nom de Dodgers de Brooklyn.

## D'Ebbets à Robinson (1926-1946)
La première retransmission télévisée d'un match de ligue majeure de baseball au lieu à Ebbets Field le 26 août 1939. Il opposait les Dodgers aux Reds de Cincinnati. Les casques de batteur sont également introduits en ligue majeure à Ebbets Field (1941). Cette même saison 1941, Brooklyn remporte son seul fanion de la Ligue nationale au cours de cette période de vingt ans. Les Dodgers ont alors la réputation d'une équipe moyenne et malchanceuse possédant des supporters passionnés et très patients.

## Jackie Robinson (1947-1956)

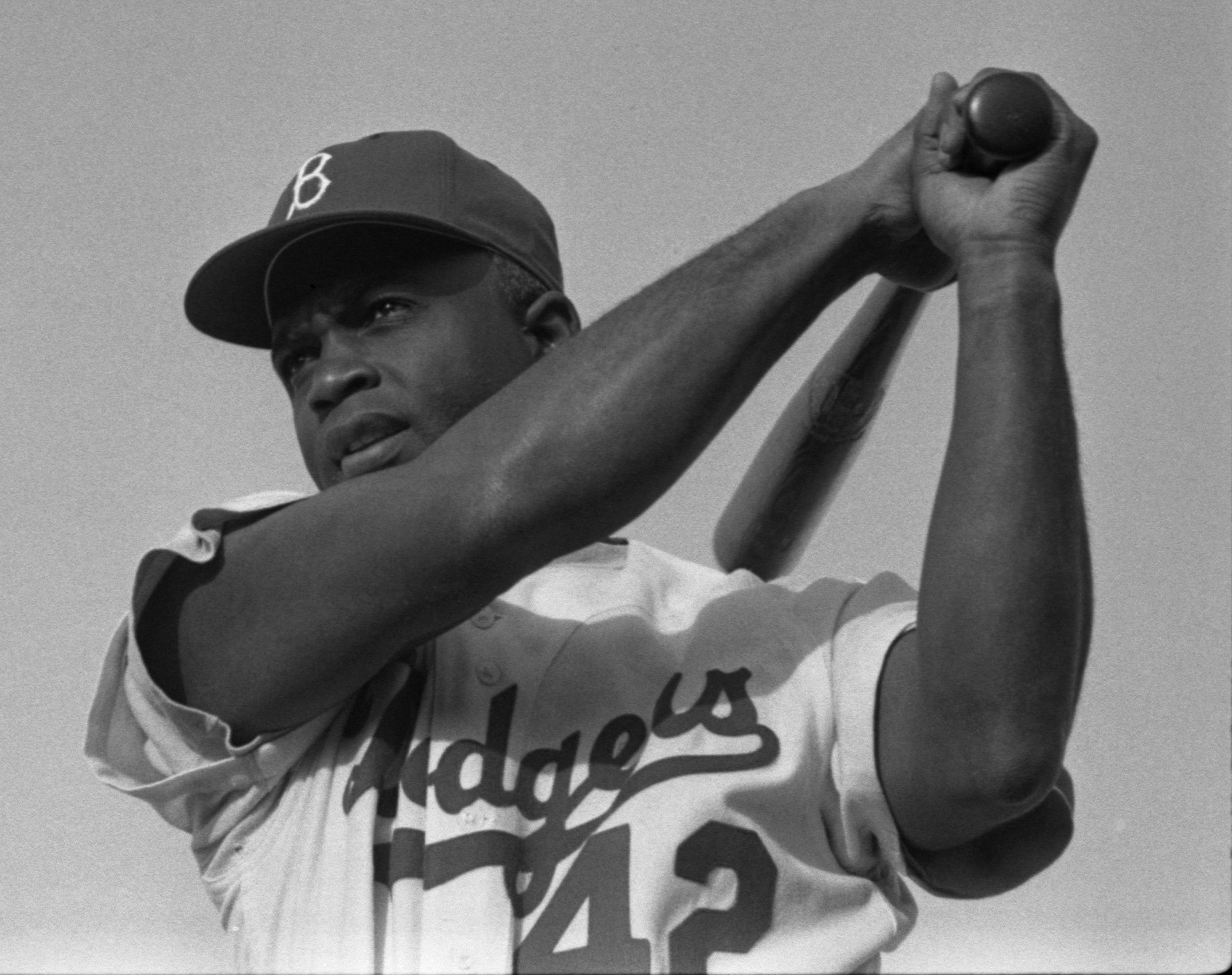
Jackie Robinson en 1955.

Le 15 avril 1947, Jackie Robinson joua son premier match dans les ligues majeures sous les couleurs des Dodgers. Il devint ainsi le premier joueur noir à évoluer dans une ligue professionnelle de baseball depuis 1887 et l'interdiction de recruter des joueurs noirs. Les afro-américains étaient confinés aux Negro Leagues, des organisations réservées aux personnes de couleur. Le manager des Dodgers fut le premier a oser briser ce tabou, et recruta Robinson.
Champion de la Ligue nationale en 1947, 1949, 1952 et 1953, les Dodgers ne parviennent toujours pas a remporter les World Series. « Ce sera pour l'année prochaine! » (Wait ’til next year!) devient alors le slogan des supporters de Brooklyn. En 1955, les Dodgers remportent un nouveau fanion de la ligue nationale, et décrochent enfin le graal. Les journaux titrent « This is next year! » (c'est l'année prochaine!). Brooklyn est encore champion de la ligue nationale en 1956.

## Dodgers moves West(1957-1958)
Et soudain, c'est la douche froide pour les fans des Dodgers. La franchise déménage à Los Angeles pour la saison 1958. Ce déménagement fut un véritable traumatisme pour les partisans des Dodgers, et plus généralement pour tous les Américains. Walter O'Malley était propriétaire de la franchise depuis 1950, et la Californie lui proposait un pont d'or, des installations de rêve et un considérable marché vierge. O'Malley n'y résista pas, et malgré les émeutes que provoquèrent cette affaire dans les faubourgs de New York et les propositions désespérées de la municipalité pour conserver ses Dodgers, Brooklyn fut rayé d'un trait de plume de la géographie des ligues majeures. Le dernier match des Dodgers à Ebbets Field se tint le 24 septembre 1957.
Jackie Robinson ne fit pas partie du déménagement en Californie. Il mit un terme à sa carrière l'hiver précédent. Le 18 avril 1958, les Dodgers effectuaient leur première sortie à Los Angeles devant 78 672 spectateurs au Los Angeles Memorial Coliseum. À Brooklyn, la démolition d'Ebbets Field débute le 23 février 1960. Brooklyn pleure aujourd'hui encore ses Dodgers...